# 76-мм корабельна гармата QF 12-pounder 12 cwt
76-мм корабельна гармата QF 12-pounder 12 cwt (англ. QF 12-pounder 12 cwt naval gun) — британська корабельна гармата часів Другої англо-бурської, Першої та Другої світових війн. Артилерійська система QF 12-pounder 12 cwt надійшла на озброєння Королівського флоту Великої Британії у 1894 році та була основним корабельним озброєнням ескадрених міноносців, панцерників і крейсерів окремих типів, що перебували на озброєнні Королівських британських та італійських військово-морських сил, а також флоту Японської імперії на початку XX століття. Після Першої світової війни артилерійська система використовувалася як зенітне озброєння на кораблях різних типів і берегових батареях аж до середини XX століття.

## Застосування

### Королівський ВМФ Великої Британії
| - Панцерники типу «Дункан» - Панцерники типу «Канопус» - Панцерники типу «Кінг Едуард VII» - Панцерники типу «Маджестік» - Панцерники типу «Фомідебл» - Лінійні крейсери типу «Інвінсібл» - Важкі крейсери типу «Гокінс» - Легкі крейсери типу «Таун» (1910) - Панцерні крейсери типу «Дрейк» - Панцерні крейсери типу «Кресі» - Бронепалубні крейсери типу «Дайадем» - Бронепалубні крейсери типу «Пауерфул» - Бронепалубні крейсери типу «Хайфлаер» - Монітори типу M15 - Ескадрені міноносці типу «Дерінг» (1893) - Ескадрені міноносці типу «Гавок» (1893) - Ескадрені міноносці типу «Феррет» (1893) | - 27-ми вузлові есмінці типу «A» - Ескадрені міноносці типу «Ардент» - Ескадрені міноносці типу «Чарджер» - Ескадрені міноносці типу «Гарді» - Ескадрені міноносці типу «Джейнус» - Ескадрені міноносці типу «Баньші» - Ескадрені міноносці типу «Фервент» - Ескадрені міноносці типу «Конфлікт» - Ескадрені міноносці типу «Ганді» - Ескадрені міноносці типу «Санфіш» - Ескадрені міноносці типу «Рокет» - Ескадрені міноносці типу «Старджен» - Ескадрені міноносці типу «Сордфіш» - HMS Zebra (1895) | - 30-ти вузлові 4-х трубні есмінці типу «B» - Ескадрені міноносці типу «Квейл» - Ескадрені міноносці типу «Ернест» - Ескадрені міноносці типу «Спайтфул» - Ескадрені міноносці типу «Мірмідон» - 30-ти вузлові 3-х трубні есмінці типу «C» - Ескадрені міноносці типу «Стар» - Ескадрені міноносці типу «Ейвон» - Ескадрені міноносці типу «Брейзн» - Ескадрені міноносці типу «Вайолет» - Ескадрені міноносці типу «Мермейд» - Ескадрені міноносці типу «Джипсі» - Ескадрені міноносці типу «Булфінч» - Ескадрені міноносці типу «Фон» - Ескадрені міноносці типу «Грейхаунд» - Ескадрені міноносці типу «Вайпер» | - - HMS Albatross (1898) - HMS Cobra (1899) - 30-ти вузлові 2-х трубні есмінці типу «D» - Ескадрені міноносці типу «Рівер» (1905) - Ескадрені міноносці типу «Трайбл» (1905) - Ескадрені міноносці типу «Бігл» - Лідери ескадрених міноносців типу «Паркер» - Тральщики типу «Хант» (1916) - Тральщики типу «Бангор» - Підводні човни типу «E» |

### Королівський ВМФ Австралії
- Тральщики типу «Батерст»

### Королівський ВМФ Італії
- Броненосці типу «Реджина Елена»
- Броненосці типу «Реджина Маргерита»
- Броненосні крейсери типу «Джузеппе Гарібальді»
- Faà di Bruno (1917)
- Emanuele Filiberto (1901)
- Ескадрені міноносці типу «Сольдато»

### Королівський ВМФ Канади
- Фрегати типу «Рівер»

### Королівський ВМФ Норвегії
- Панцерники берегової оборони типу «Ейдсволд»
- Ескадрені міноносці типу «Дреуг»

### Російський імператорський флот
- Імператор Микола I (броненосець)

### ВМС Франції
- Ескадрені міноносці типу «Арабе»

### ВМС Чилі
- Ескадрені міноносці типу «Серрано»
- O'Higgins (1897)

### Імперський флот Японії
| - Панцерники типу «Каторі» - Панцерники типу «Сікісіма» - Панцерники типу «Фудзі» - Асахі (панцерник) | - Панцерні крейсери типу «Асама» - Панцерні крейсери типу «Ібукі» - Панцерні крейсери типу «Ідзумо» - Панцерні крейсери типу «Касуга» - Бронепалубні крейсери типу «Касагі» - Бронепалубні крейсери типу «Ніітака» | - Такасаго (бронепалубний крейсер) - Отова (бронепалубний крейсер) - Якумо (панцерний крейсер) - Крейсери типу «Тікума» - Ескадрені міноносці типу «Ікадзуті» - Ескадрені міноносці типу «Харусаме» |